# César Milstein
César Milstein (ur. 8 października 1927 w Bahía Blanca (Argentyna), zm. 24 marca 2002 W Cambridge) – brytyjski immunolog pochodzenia argentyńskiego, laureat Nagrody Nobla w roku 1984 w dziedzinie fizjologii i medycyny.

## Życiorys
Jego ojciec, żydowski emigrant, zmarł gdy César miał 15 lat. Matka była nauczycielką. W latach 1939–1944 uczęszczał do Colegio Nacional, Bahía Blanca (Bachiller). Studia rozpoczął na Uniwersytecie w Buenos Aires w 1945. Jako student nie wyróżniał się w nauce, ale działał w Związku Studentów i angażował się w politykę studencką. W trakcie nauki poznał swoją żonę Celinę, z którą zaraz po skończeniu szkoły w 1952, wziął ślub i przez rok podróżował z nią po Europie, zatrzymując się na kilka miesięcy w izraelskim kibucu.
Po tym przedłużonym miesiącu miodowym, wrócił na uczelnię, do Szkoły Medycznej, gdzie pod okiem profesora Stoppani (profesora biochemii) robił doktorat. Wraz z żoną w latach 1950–1956 pracował na pół etatu w klinice biochemii. Po uzyskaniu doktoratu w 1957 roku otrzymał stanowisko pracownika w Narodowym Instytucie Mikrobiologii w Buenos Aires, które piastował do roku 1963. Międzyczasie w latach 1958–1961 dzięki stypendium od British Council i rozpoczął prace pod opieką doktora Malcolma Dixona na wydziale Biochemii na Uniwersytecie Cambridge. Jego badania dotyczyły wówczas mechanizmów aktywacji metalu enzymu Pgm. Tam też rozpoczął współpracę z Frederickiem Sangerem. Główna część badań Milsteina dotyczyła studiowaniu struktury przeciwciał i mechanizmu, przez którego różnorodne przeciwciała były generowane.
Po powrocie do Argentyny César Milstein, kontynuował swoje badania, lecz przez prześladowania liberalnych intelektualistów, zmuszony został do rezygnacji z pracy i powrócił do Cambridge. Tu ponownie rozpoczął współpracę z Sangerem i został dyrektorem Head of the Division of Protein Chemistry w nowo powstałym Laboratorium Biologii Molekularnej. Swoje badania z enzymologii skierował ku immunologii.
W roku 1984 wraz z Niels Jerne i Georges J.F. Köhlerem otrzymał Nagrodę Nobla za opracowanie technologii produkcji przeciwciał monoklonalnych.
Milstein samodzielnie dokonał wiele zmian i odkryć i przyczynił się do rozwoju technologii tworzenia przeciwciała monoklonalnych. Laureat Medalu Copleya.
César Milstein umarł w niedzielę 24 marca 2002 w Cambridge, w Wielkiej Brytanii, w wieku 74 w wyniku zawału serca.

## Tytuły i wyróżnienia
- Honorowy członek, Skandynawskiego Instytutu Immunologii (tytuł przyznano w 1970 roku);
- Członek, Europejskiej Organizacji Biologii Molekularnej (1974);
- Członek Towarzystwa Królewskiego (1975);
- Honorowy członek Amerykańskiego Stowarzyszenia Immunologów (1979);
- Członek Darwin College, Cambridge (1980);
- Honorowy członek Fitzwilliam College, Cambridge (1982);
- Członek Narodowej Akademii Nauk, USA (1981);
- Honorowy Członek Royal College of Physicians (1983);
- Honorowy Członek, Amerykańskiej Akademia Sztuka i Nauki Przyrodniczych (1983);
- Członek Niemieckiej Akademie der Naturforscher Leopoldina (1983);
- Académico Correspondiente Extranjero Prawdziwej Akademii de Ciencias Exactas, y Fisicas Naturales, Madryt (1984).